# Skibet sejler
|  | Denne artikel er oprettet af botten Steenthbot ud fra en ekstern database. Den kan derfor have sproglige fejl eller mangler. Denne skabelon kan fjernes efter kontrol af indholdet. |

Skibet sejler er en dansk dokumentarfilm fra 1954 instrueret af Jørgen Roos efter eget manuskript.

## Handling
Norgesdamperen "Kronprins Olav" ligger ved kajen i København. Den skal snart sejle, og man har travlt med at få gods om bord. Blandt de passagerer, der kommer, er også en dreng og en pige. De oplever det store skib, hvor alle - fra kaptajnen på kommandobroen til den mindste skibsdreng - gør klar til afgang. Og så kastes trosserne, maskinerne er i gang, og fløjten tuder - skibet sejler.